# رودی فرناندز (بازیکن بسکتبال)
رودولفو «رودی» فرناندز فارس (تلفظ اسپانیایی: [ˈruði ferˈnandeθ]؛ زادهٔ ۴ آوریل ۱۹۸۵) یک بازیکن حرفه‌ای بسکتبال اهل اسپانیاست که برای تیم رئال مادرید در لیگ آ س ب بازی می‌کند. قد او ۱٫۹۶ متر است و در پست گارد شوت‌زن و فوروارد کوچک بازی می‌کند. فرناندز تاکنون سه بار در تیم منتخب یورولیگ قرار گرفته‌است و در سال ۲۰۱۵ قهرمان یورولیگ شده‌است.
فرناندز اکنون به عنوان عضوی از تیم ملی بسکتبال اسپانیا در مسابقات بین‌المللی شرکت می‌کند. او یک‌بار قهرمانی جام جهانی بسکتبال (در سال ۲۰۰۶)، دو بار نایب قهرمانی (در سال‌های ۲۰۰۸ و ۲۰۱۲) و یک بار سومی (در سال ۲۰۱۶) در بازی‌های المپیک را به دست آورده است. هم‌چنین سه بار قهرمان یوروبسکت در سال‌های ۲۰۰۹ ۲۰۱۱ و ۲۰۱۵ شده‌است و یک مدال نقره در سال ۲۰۰۷ و یک مدال برنز نیز در سال ۲۰۱۳ کسب کرده‌است.

## فعالیت حرفه‌ای

### دکاو جوونتوت (۲۰۰۲ تا ۲۰۰۸)

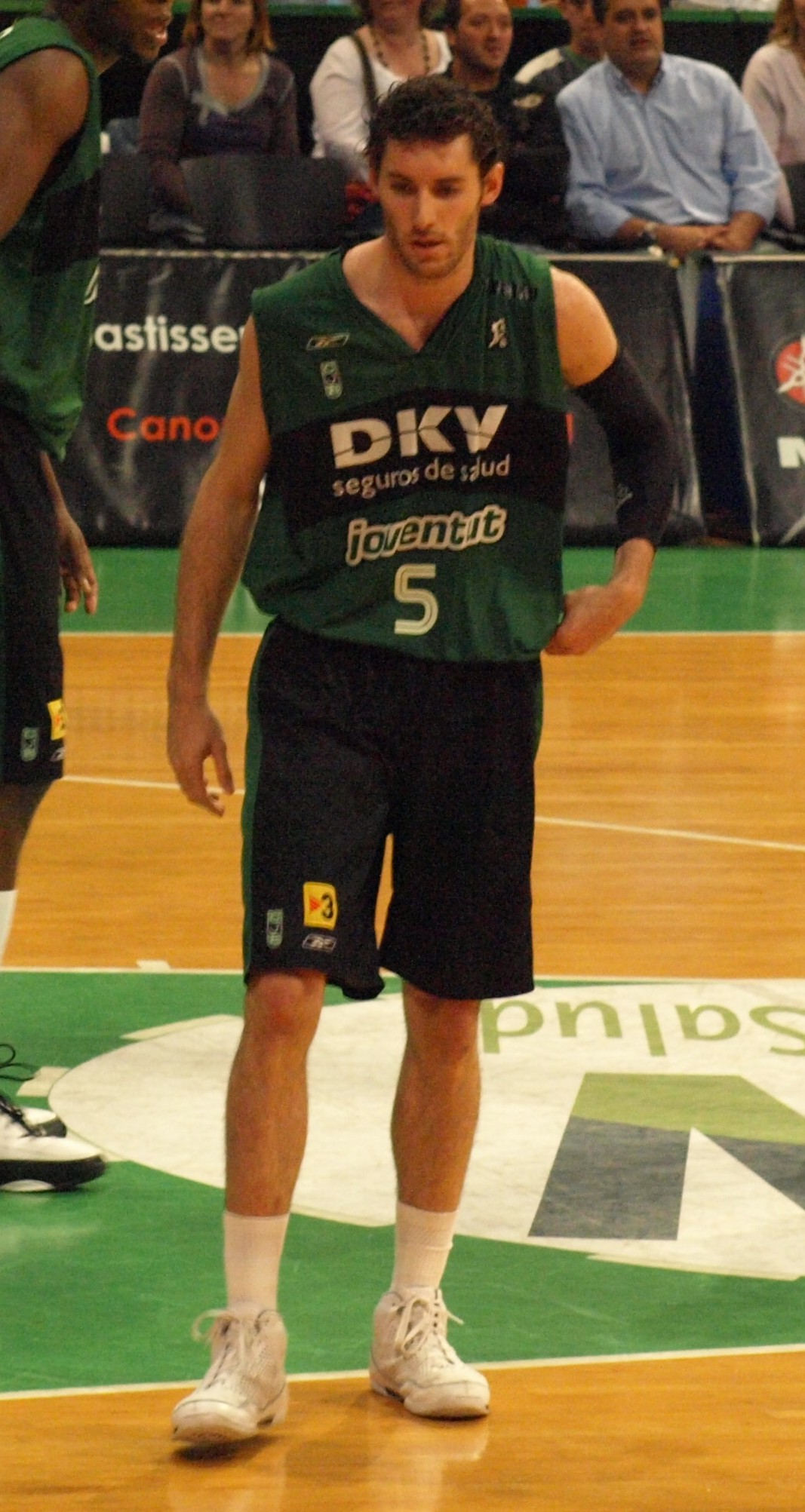
در نیمه‌نهایی لیگ آ س ب با تیم دکاو جوونتوت در فصل ۲۰۰۷–۲۰۰۸

رودی فرناندز در هنگام بازی در تیم دکاو جوونتوت دو بار در سال‌های ۲۰۰۵ و ۲۰۰۷ در تورنمنت‌های کاتالان قهرمان شد. هم‌چنین در سال ۲۰۰۶ قهرمان مسابقات یورو چلنج، در سال ۲۰۰۸ قهرمان جام پادشاهی اسپانیا و در ۲۰۰۸ قهرمان مسابقات یورو کاپ شد. او در این تیم چند عنوان انفرادی را هم کسب کرد. از جمله باارزش‌ترین بازیکن جام پادشاهی اسپانیا در سال‌های ۲۰۰۴ و ۲۰۰۸، دور پایانی یورو چلنج در سال ۲۰۰۶، فینال یورو بسکت در سال ۲۰۰۸ و فینال تورنمنت کاتالان در سال ۲۰۰۷ شد.
فرناندز در سال ۲۰۰۷ بهترین بازیکن جوان اروپا شناخته شد. در ژوئیهٔ ۲۰۰۷ قراردادش با تیم جوونتوت تا سال ۲۰۱۱ تمدید شد، ولی در سال ۲۰۰۸ با فسخ قرارداد خود به ان‌بی‌ای پیوست. او در هنگام ترک باشگاه، به مربی تیم آیتو گارسیا رنسس ادای احترام کرد.

### فعالیت در ان‌بی‌ای

#### پرتلند بلیزرز (۲۰۰۸ تا ۲۰۱۱)
در ۲۸ ژوئن ۲۰۰۷ فرناندز به عنوان بیست و چهارمین بازیکن انتخاب تابستانهٔ ان‌بی‌ای توسط فنیکس سانز جذب شد و تیم فنیکس حق انتخاب او را به تیم پرتلند بلیزرز فروخت. او در ۶ ژوئن ۲۰۰۸ در یک کنفرانس خبری اعلام کرد که جوونتوت را برای پیوستن به پرتلند بلیزرز ترک می‌کند و در ۱ ژوئیه قرارداد خود با پرتلند را امضا کرد. فرناندز پس از شرکت در مسابقات المپیک ۲۰۰۸ به همراه تیم ملی اسپانیا، در ۲۲ سپتامبر به تیم پرتلند ملحق شد. فرناندز هشتمین بازیکن اسپانیایی بود که در ان‌بی‌ای بازی می‌کرد.
فرناندز نخستین بازی خود در فصل عادی ان‌بی‌ای را در ۲۸ اکتبر ۲۰۰۸ در برابر لس آنجلس لیکرز انجام داد و ۱۶ امتیاز به دست آورد. او در ۱۸ ژانویهٔ ۲۰۰۹ برندهٔ آرای هواداران شد و در بازی آل-استار ۲۰۰۹ در بخش اسلم دانک شرکت کرد؛ ولی در مرحلهٔ نخست پس از آنچه که به گمان برخی، داوری یک‌سویه بود، حذف شد.
در ۹ مارس ۲۰۰۹ فرناندز در بازی برابر لس آنجلس لیکرز در کوارتر سوم توسط برانکارد از زمین خارج شد و با درد سینه به بیمارستان منتقل شد؛ ولی پس از یک روز مرخص شد.
فرناندز در آوریل ۲۰۰۹ به عنوان عضوی از تیم دوم تازه‌کاران ان‌بی‌ای انتخاب شد. او با انجام ۱۵۹ پرتاب سه‌امتیازی موفق، رکورد جدیدی برای تازه‌کاران ان‌بی‌ای ثبت کرد و در ۳۳ بازی متوالی، پرتاب سه‌امتیازی موفق داشت.
در اکتبر ۲۰۰۹ بلیزرز اعلام کرد که قرارداد خود با فرناندز را تا پایان فصل ۲۰۱۰–۲۰۱۱ تمدید کرده‌است.
فرناندز در دسامبر ۲۰۰۹ برای درمان فتق دیسک بین مهره‌ای که باعث ایجاد درد سیاتیک شده‌بود، تحت عمل جراحی میکرودیسککتومی قرار گرفت.
در ۲۰ اوت ۲۰۱۰ فرناندز به دلیل بیان اظهارات زیان‌آور برای ان‌بی‌ای ۲۵ هزار دلار جریمه شد. در ۱۷ دسامبر ۲۰۱۰ در بازی برابر مینه‌سوتا ۲۶ امتیاز به دست آورد که بالاترین امتیاز او در دوران فعالیت در ان‌بی‌ای بود. در ماه ژانویه، فرناندز و هم‌تیمی‌اش پاتریک میلز ۵۰٪ سود ناشی از فروش پیراهن‌های خود را برای کمک به افراد آسیب‌دیده در سیل استرالیا اهدا کردند. تیم پرتلند برای سومین فصل متوالی در نخستین مرحلهٔ پلی‌آف حذف شد.

#### دنور ناگتس (۲۰۱۱ تا ۲۰۱۲)
در نقل و انتقالات ۲۰۱۱ فرناندز در یک معاملهٔ سه‌تیمی به دالاس ماوریکس پیوست؛ ولی هیچ‌گاه برای آن تیم بازی نکرد و در ۱۳ دسامبر به دنور ناگتس پیوست.
او ۳۱ بازی برای دنور انجام داد و به دلیل مصدومیت کمر ادامهٔ فصل را از دست داد. در ژوئیهٔ ۲۰۱۲ فرناندز اعلام کرد که به ان‌بی‌ای باز نخواهد گشت و قرارداد سه‌ساله‌ای با رئال مادرید منعقد کرد.

### بازگشت به اروپا

#### رئال مادرید (۲۰۱۲ تاکنون)
در ۲۱ سپتامبر ۲۰۱۱ فرناندز قرارداد یک‌ساله‌ای را با تیم رئال مادرید امضا کرد. این قرارداد تنها تا زمانی اعتبار داشت که مذاکره برای قراردادهای دسته‌جمعی جدید ان‌بی‌ای ادامه داشته باشد. فرناندز طبق قرارداد خود، سالانه ۲٫۷ میلیون یورو دستمزد خالص دریافت می‌کرد که بالاترین میزان در تاریخ لیگ اسپانیا تا آن زمان بود.
فرناندز در ۴ ژوئیهٔ ۲۰۱۲ به رئال مادرید بازگشت تا قرارداد سه‌ساله‌ای با دستمزد ۹ میلیون یورو امضا کند. در مهٔ ۲۰۱۴ برای دومین بار متوالی در تیم نخست آل استار یورولیگ انتخاب شد.
فرناندز در ۱۴ اوت ۲۰۱۴ قرارداد خود با رئال مادرید را برای سه سال دیگر تا سال ۲۰۱۸ تمدید کرد. در مهٔ ۲۰۱۵ در تیم دوم آل استار یورولیگ انتخاب شد. رئال مادرید در فصل ۲۰۱۴–۱۵ یورولیگ، جام پادشاهی و لیگ اسپانیا به مقام قهرمانی دست یافت. به این ترتیب، آن‌ها فصل را با کسب تاج سه‌گانه به پایان رساندند.

## تیم ملی اسپانیا

### تیم ملی رده‌های پایه

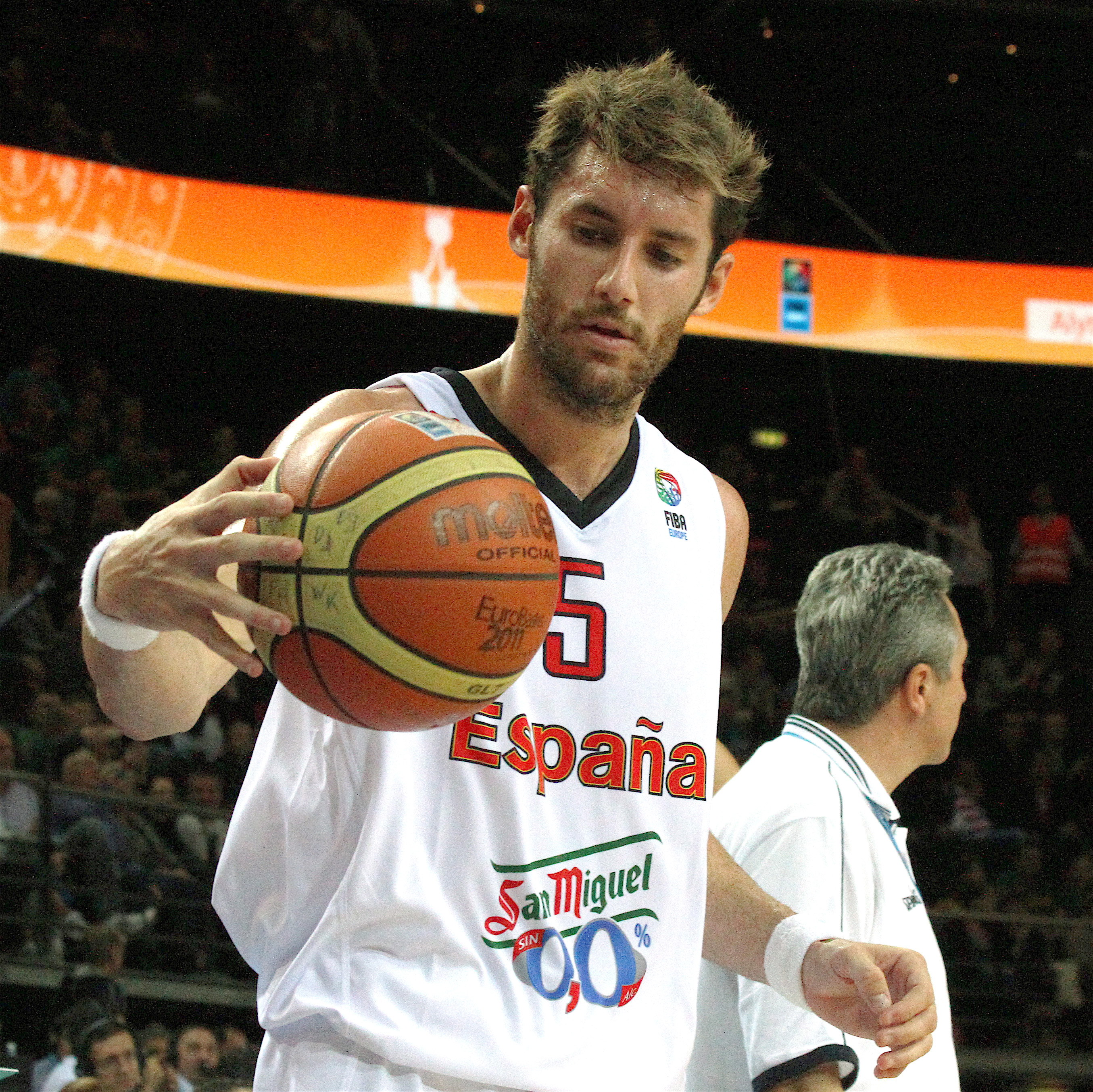
فرناندز در یوروبسکت ۲۰۱۱

فرناندز از سن شانزده سالگی در مسابقات بین‌المللی بسکتبال شرکت کرد. او در مسابقات قهرمانی بسکتبال زیر ۱۶ سال و زیر ۱۸ سال اروپا به همراه تیم ملی اسپانیا حضور داشت.

### تیم ملی بزرگسالان
فرناندز عضوی از تیم ملی بسکتبال اسپانیا در بازی‌های المپیک ۲۰۰۴ بود که به‌طور متوسط ۵٫۱ امتیاز در هر بازی کسب کرد. سال بعد او در یوروبسکت ۲۰۰۵ شرکت کرد و رکورد ۲٫۷ امتیاز در هر بازی را به جا گذاشت. سپس در مسابقات جام جهانی بسکتبال ۲۰۰۶ حضور یافت و به همراه تیم ملی اسپانیا مدال طلا را به گردن آویخت. فرناندز در آن مسابقات ۹٫۱ امتیاز، ۲٫۳ ریباند و ۱٫۴ توپ‌دزدی در هر بازی به ثبت رساند.
فرناندز در یوروبسکت ۲۰۰۷ به همراه تیم اسپانیا به مدال نقره دست یافت. او در این مسابقات ۹٫۹ امتیاز در هر بازی به دست آورد. در المپیک ۲۰۰۸ نیز به عنوان عضو تیم اسپانیا در بازی پایانی مغلوب تیم آمریکا شد و بر سکوی دوم ایستاد. آمار فرناندز در المپیک پکن شامل ۱۳٫۱ امتیاز و ۲٫۱ توپ‌دزدی در هر بازی بود.
در یوروبسکت ۲۰۰۹ اسپانیا برای نخستین بار به مدال طلای مسابقات قهرمانی اروپا دست یافت و رودی فرناندز با آمار ۱۳٫۲ امتیاز، ۲٫۱ پاس گل و ۲٫۱ توپ‌دزدی در هر بازی در تیم منتخب تورنمنت قرار گرفت.
در جام جهانی بسکتبال ۲۰۱۰ فرناندز ۱۵٫۶ امتیاز و ۶ ریباند در هر بازی را داشت، ولی تیم اسپانیا به مقام ششم دست یافت. فرناندز به همراه تیم اسپانیا در یوروبسکت ۲۰۱۱ نیز به مقام قهرمانی رسید و در المپیک ۲۰۱۲ نایب قهرمان شد. هم‌چنین در یوروبسکت ۲۰۱۳ و المپیک ۲۰۱۶ مدال برنز و در یوروبسکت ۲۰۱۵ مدال طلا را به دست آورد.